# Günserode
Günserode là một đô thị ở huyện Kyffhäuser, ở bang Thüringen, Đức. Đô thị này có diện tích 8,52 km², dân số thời điểm ngày 31 tháng 12 năm 2006 là 179 người.